# منزل الدمى
منزل الدمى (باليابانية: あやつりの屋敷، بالروماجي: Ayatsuri no Yashiki) هي مانغا يابانية من تأليف ورسم جونجي إيتو نشرت من قبل أساهي سونوراما، في مجلة نيموكي وفي مجلة هالوين الشهرية، منذ مايو عام 1988 حتى مارس عام 1994. تم تجمع فصول المانغا في مجلد تانكوبون واحد، نشر في عام يوليو عام 1998. هذه المانغا هي المجلد العاشر من مجموعة جونجي إيتو.

## القصة
- حافلة المثلجات (باليابانية: アイスクリームバス، بالروماجي: Aisukurīmu busu)

تدور احداث القصة عن سونوهارا الذي انتقال إلى منزل جديد مع ابنه توموكي، وكانت شاحنة مثلجات تقوم بزيارات منتظمة إليهم، سائق الحافلة رجل وسيم صامت، كان يقوم بقيادة الأطفال في جميع أنحاء المدينة بينما يستمتعون بالمثلجات، كان سونوهارا مترددًا في البداية، لكن سرعان سمح لابنته توموكي بالانضمام أليهم.
منزل زميل (باليابانية: 仲間の家، بالروماجي: Nakama no Ie)
تدور أحداث القصة عن ميناي وتشيكاكو الذين يجدون منزل مهجورًا وقرروا الدخول إليه لاستكشافه، تدخل الفتاتان المنزل يبقى صديقهما يوكاري بالخارج. عند الخروجهن لاحظ يوكاري أن هما يتصرفان بشكل غريب مما شاهدوه داخل المنزل.
- نادي التدخين (باليابانية: 煙草会، بالروماجي: Tobacco Kai)

تدور أحداث القصة في المدرسة. حيث بدأ الأولاد في التدخين، وفي محاولة لتجنب معاقبتهم من قبل المعلمين، أنشأ الأولاد ناديًا للتدخين بعد المدرسة يرأسه ناكايا الذي يعطيهم تبغ الخاص به، الذي له تأثيرات غريبة.
- تسجيلات مستعملة (باليابانية: 中古レコード، بالروماجي: Chūko Rekōdo)

تدور أحداث القصة عن ناكاياما المفتون بالأغنية الآسرة على شريط التسجل صديقتها أوغاوا، وتشعر بالفضول بشأن أصلها ومغنيها. ومن الغريب أن أوغاوا ترفض طلبات ناكاياما بنسخها أو استعارتها أو حتى معرفة كيفية حصولها عليها. تقوم ناكاياما وتسرق شريط التسجل بشكل متهور.
- غرفة النوم (باليابانية: 睡魔の部屋، بالروماجي: Suima no Heya)

تدور أحداث القصة عن يوجي هو كاتب طموح ظل بلا نوم لمدة ثلاثة أيام ويسعى للحصول على صديقه ماري للمساعدة في حل مشكلته الغريبة. في أحلامه توجد نسخة أخرى منه ويتطلع إلى الخروج إلى العالم الحقيقي.
- حامل الهدايا (باليابانية: 贈る人، بالروماجي: Okuru Hito)

تدور أحداث القصة عن سويوكي أوكورا هو رجل أعمال بدم بارد يضع نفسه دائمًا فوق الآخرين للحصول على ما يريد، تستأجر شركة منافسة منوم مغناطيسيًا محترفًا للتعامل معه، يأمر منوم مغناطيسي سويوكي أن ينسى طرقه الأنانية وأن يكرس نفسه بإخلاص لإسعاد المجتمع والناس. بعد حوالي 14 عامًا يعود المنوم المغناطيسي إلى المدينة ليرى ثمرة عمله. لكنه وجده سويوكي يتجول في المدينة ويقدم هدايا غير مرغوب فيها للناس.
- منزل الدمى (باليابانية: あやつり屋敷، بالروماجي: Ayatsuri Yashiki)

تدور أحداث القصة عن هاروهيكو كيتاواكي هو فتى يسافر من مدينة إلى أخرى مع أسرته الفقيرة، بسبب عمل والده في أداء عروض الدمى، لم يكن شقيقه الأكبر يوكيهيكو يحب ممارسة هذه مهنة لهذا ترك العائلة وغادر المنزل. عندما مرض والدهم وتوفي، أجبر هاروهيكو وشقيقته ناتسومي على ترك حياة التنقل والعيش مع الأقارب. بعد سنوات تلقى هاروهيكو رسالة من شقيقه يوكيهيكو يدعوه هو شقيقته ناتسومي إلى منزله. عندما قابل هاروهيكو يوكيهيكو تفاجئ عندما وجد دمية في منزل شقيقه.